# 푸에르토리코 축구 국가대표팀
푸에르토리코 축구 국가대표팀(스페인어: Selección de fútbol de Puerto Rico)은 푸에르토리코를 대표하는 축구 국가대표팀으로 푸에르토리코 축구 연맹에서 관리하며 북중미 축구 최약체팀으로 평가받는 팀들 가운데 하나로 손꼽힌다. 1940년 11월 12일 1938년 FIFA 월드컵 8강 진출팀인 쿠바를 상대로 국제 A매치 데뷔전을 치렀으며 홈 구장은 후안 라몬 루브리엘 스타디움이다.

## 국제 대회 경력

### FIFA 월드컵
현재까지도 월드컵 본선에 출전한 적은 단 한번도 없으며 그나마 2014년 FIFA 월드컵 북중미카리브 지역 2차 예선 D조 6경기에서 2승 3무 1패·D조 2위로 푸에르토리코 축구 역사상 월드컵 지역 예선 최고 성적을 거두었다.

### CONCACAF 네이션스리그

#### 2019-20년 리그 C
2019-20년 CONCACAF 네이션스리그 예선 33위로 리그 C에 편입된 뒤 과테말라, 앵귈라와 함께 C조에 배정되어 4경기 2승 2패·조 2위로 네이션스리그 첫 시즌을 마쳤다.

#### 2022-23년 리그 C
2022-23 시즌에도 리그 C에 편입되어 케이맨 제도, 영국령 버진아일랜드와 함께 D조에 배정받은 후 4경기에서 전승·조 1위로 모든 국제 대회를 통틀어 역대 최고 성적을 달성하며 차기 시즌 리그 B 승격 티켓을 거머쥐었다.

#### 2023-24년 리그 B
리그 B 승격 후 첫 시즌인 2023-24 시즌에서 가이아나, 바하마, 앤티가 바부다와 D조에 편성되어 6경기 4승 2패·조 2위로 4전 전승을 거둔 2022-23 시즌 리그 C 다음으로 좋은 성적을 거두었지만 가이아나에 당한 2연패의 여파로 리그 A 승격에는 아쉽게 실패했다.

### 카리브컵
카리브컵 본선 출전은 1993년 대회가 유일하며 그나마도 1무 2패·A조 3위로 조별리그 탈락의 고배를 마셨고 이후 마지막 대회인 2017년 대회까지 단 한번도 카리브컵 본선에 오르지 못했다.

### 팬아메리칸 게임
현재까지도 푸에르토리코의 팬아메리칸 게임 출전은 자국에서 열린 1979년 대회가 유일하며 이 대회에서 2라운드에 진출했고 최종 순위에서도 1승 3패로 5위에 이름을 올렸다.

## FIFA 월드컵 (본선)
| 년도   | 결과      | 순위      | 경기      | 승        | 무*       | 패        | 득점      | 실점      | 승점      |
| ------ | --------- | --------- | --------- | --------- | --------- | --------- | --------- | --------- | --------- |
| 1930년 | 없음      | 없음      | 없음      | 없음      | 없음      | 없음      | 없음      | 없음      | 없음      |
| 1934년 | 없음      | 없음      | 없음      | 없음      | 없음      | 없음      | 없음      | 없음      | 없음      |
| 1938년 | 없음      | 없음      | 없음      | 없음      | 없음      | 없음      | 없음      | 없음      | 없음      |
| 1950년 | 비회원국  | 비회원국  | 비회원국  | 비회원국  | 비회원국  | 비회원국  | 비회원국  | 비회원국  | 비회원국  |
| 1954년 | 비회원국  | 비회원국  | 비회원국  | 비회원국  | 비회원국  | 비회원국  | 비회원국  | 비회원국  | 비회원국  |
| 1958년 | 비회원국  | 비회원국  | 비회원국  | 비회원국  | 비회원국  | 비회원국  | 비회원국  | 비회원국  | 비회원국  |
| 1962년 | 불참      | 불참      | 불참      | 불참      | 불참      | 불참      | 불참      | 불참      | 불참      |
| 1966년 | 불참      | 불참      | 불참      | 불참      | 불참      | 불참      | 불참      | 불참      | 불참      |
| 1970년 | 불참      | 불참      | 불참      | 불참      | 불참      | 불참      | 불참      | 불참      | 불참      |
| 1974년 | 예선 탈락 | 예선 탈락 | 예선 탈락 | 예선 탈락 | 예선 탈락 | 예선 탈락 | 예선 탈락 | 예선 탈락 | 예선 탈락 |
| 1978년 | 불참      | 불참      | 불참      | 불참      | 불참      | 불참      | 불참      | 불참      | 불참      |
| 1982년 | 불참      | 불참      | 불참      | 불참      | 불참      | 불참      | 불참      | 불참      | 불참      |
| 1986년 | 예선 탈락 | 예선 탈락 | 예선 탈락 | 예선 탈락 | 예선 탈락 | 예선 탈락 | 예선 탈락 | 예선 탈락 | 예선 탈락 |
| 1990년 | 예선 탈락 | 예선 탈락 | 예선 탈락 | 예선 탈락 | 예선 탈락 | 예선 탈락 | 예선 탈락 | 예선 탈락 | 예선 탈락 |
| 1994년 | 예선 탈락 | 예선 탈락 | 예선 탈락 | 예선 탈락 | 예선 탈락 | 예선 탈락 | 예선 탈락 | 예선 탈락 | 예선 탈락 |
| 1998년 | 예선 탈락 | 예선 탈락 | 예선 탈락 | 예선 탈락 | 예선 탈락 | 예선 탈락 | 예선 탈락 | 예선 탈락 | 예선 탈락 |
| 2002년 | 예선 탈락 | 예선 탈락 | 예선 탈락 | 예선 탈락 | 예선 탈락 | 예선 탈락 | 예선 탈락 | 예선 탈락 | 예선 탈락 |
| 2006년 | 불참      | 불참      | 불참      | 불참      | 불참      | 불참      | 불참      | 불참      | 불참      |
| 2010년 | 예선 탈락 | 예선 탈락 | 예선 탈락 | 예선 탈락 | 예선 탈락 | 예선 탈락 | 예선 탈락 | 예선 탈락 | 예선 탈락 |
| 2014년 | 예선 탈락 | 예선 탈락 | 예선 탈락 | 예선 탈락 | 예선 탈락 | 예선 탈락 | 예선 탈락 | 예선 탈락 | 예선 탈락 |
| 2018년 | 예선 탈락 | 예선 탈락 | 예선 탈락 | 예선 탈락 | 예선 탈락 | 예선 탈락 | 예선 탈락 | 예선 탈락 | 예선 탈락 |
| 합계   |           |           |           |           |           |           |           |           |           |

## FIFA 월드컵 (예선)
| 년도   | 경기                                        | 승                                          | 무*                                         | 패                                          | 득점                                        | 실점                                        | 승점                                        |
| ------ | ------------------------------------------- | ------------------------------------------- | ------------------------------------------- | ------------------------------------------- | ------------------------------------------- | ------------------------------------------- | ------------------------------------------- |
| 1930년 | 없음                                        | 없음                                        | 없음                                        | 없음                                        | 없음                                        | 없음                                        | 없음                                        |
| 1934년 | 없음                                        | 없음                                        | 없음                                        | 없음                                        | 없음                                        | 없음                                        | 없음                                        |
| 1938년 | 없음                                        | 없음                                        | 없음                                        | 없음                                        | 없음                                        | 없음                                        | 없음                                        |
| 1950년 | 비회원국                                    | 비회원국                                    | 비회원국                                    | 비회원국                                    | 비회원국                                    | 비회원국                                    | 비회원국                                    |
| 1954년 | 비회원국                                    | 비회원국                                    | 비회원국                                    | 비회원국                                    | 비회원국                                    | 비회원국                                    | 비회원국                                    |
| 1958년 | 비회원국                                    | 비회원국                                    | 비회원국                                    | 비회원국                                    | 비회원국                                    | 비회원국                                    | 비회원국                                    |
| 1962년 | 불참                                        | 불참                                        | 불참                                        | 불참                                        | 불참                                        | 불참                                        | 불참                                        |
| 1966년 | 불참                                        | 불참                                        | 불참                                        | 불참                                        | 불참                                        | 불참                                        | 불참                                        |
| 1970년 | 불참                                        | 불참                                        | 불참                                        | 불참                                        | 불참                                        | 불참                                        | 불참                                        |
| 1974년 | 2                                           | 0                                           | 0                                           | 2                                           | 0                                           | 12                                          | 0                                           |
| 1978년 | 불참                                        | 불참                                        | 불참                                        | 불참                                        | 불참                                        | 불참                                        | 불참                                        |
| 1982년 | 불참                                        | 불참                                        | 불참                                        | 불참                                        | 불참                                        | 불참                                        | 불참                                        |
| 1986년 | 2                                           | 0                                           | 0                                           | 2                                           | 0                                           | 8                                           | 0                                           |
| 1990년 | 2                                           | 0                                           | 0                                           | 2                                           | 1                                           | 3                                           | 0                                           |
| 1994년 | 4                                           | 1                                           | 1                                           | 2                                           | 4                                           | 5                                           | 4                                           |
| 1998년 | 2                                           | 0                                           | 0                                           | 2                                           | 1                                           | 9                                           | 0                                           |
| 2002년 | 2                                           | 0                                           | 1                                           | 1                                           | 4                                           | 6                                           | 1                                           |
| 2006년 | 불참                                        | 불참                                        | 불참                                        | 불참                                        | 불참                                        | 불참                                        | 불참                                        |
| 2010년 | 3                                           | 1                                           | 1                                           | 1                                           | 3                                           | 6                                           | 4                                           |
| 2014년 | 6                                           | 2                                           | 3                                           | 1                                           | 8                                           | 4                                           | 9                                           |
| 2018년 | 2                                           | 1                                           | 0                                           | 1                                           | 1                                           | 2                                           | 3                                           |
| 합계   | 25                                          | 5                                           | 6                                           | 14                                          | 22                                          | 55                                          | 21                                          |
| 순위   | 월드컵 예선 승점 순위 : 166위 (북중미 26위) | 월드컵 예선 승점 순위 : 166위 (북중미 26위) | 월드컵 예선 승점 순위 : 166위 (북중미 26위) | 월드컵 예선 승점 순위 : 166위 (북중미 26위) | 월드컵 예선 승점 순위 : 166위 (북중미 26위) | 월드컵 예선 승점 순위 : 166위 (북중미 26위) | 월드컵 예선 승점 순위 : 166위 (북중미 26위) |

## CONCACAF 골드컵
- 1963년 ~ 1971년 - 불참
- 1973년 - 예선 탈락
- 1977년 ~ 1981년 - 불참
- 1985년 ~ 1993년 - 예선 탈락
- 1996년 - 불참
- 1998년 ~ 2005년 - 예선 탈락
- 2007년 ~ 2009년 - 불참
- 2011년 ~ 2021년 - 예선 탈락

## 팬아메리칸 게임
| 팬아메리칸 게임 기록 | 팬아메리칸 게임 기록 | 팬아메리칸 게임 기록 | 팬아메리칸 게임 기록 | 팬아메리칸 게임 기록 | 팬아메리칸 게임 기록 | 팬아메리칸 게임 기록 | 팬아메리칸 게임 기록 | 팬아메리칸 게임 기록 | 팬아메리칸 게임 기록 |
| 년도                 | 결과                 | 순위                 | 경기                 | 승                   | 무*                  | 패                   | 득점                 | 실점                 | 승점                 |
| -------------------- | -------------------- | -------------------- | -------------------- | -------------------- | -------------------- | -------------------- | -------------------- | -------------------- | -------------------- |
| 1951년               | 불참                 | 불참                 | 불참                 | 불참                 | 불참                 | 불참                 | 불참                 | 불참                 | 불참                 |
| 1955년               | 불참                 | 불참                 | 불참                 | 불참                 | 불참                 | 불참                 | 불참                 | 불참                 | 불참                 |
| 1959년               | 불참                 | 불참                 | 불참                 | 불참                 | 불참                 | 불참                 | 불참                 | 불참                 | 불참                 |
| 1963년               | 불참                 | 불참                 | 불참                 | 불참                 | 불참                 | 불참                 | 불참                 | 불참                 | 불참                 |
| 1967년               | 불참                 | 불참                 | 불참                 | 불참                 | 불참                 | 불참                 | 불참                 | 불참                 | 불참                 |
| 1971년               | 불참                 | 불참                 | 불참                 | 불참                 | 불참                 | 불참                 | 불참                 | 불참                 | 불참                 |
| 1975년               | 불참                 | 불참                 | 불참                 | 불참                 | 불참                 | 불참                 | 불참                 | 불참                 | 불참                 |
| 1979년               | 2라운드              | 5위                  | 4                    | 1                    | 0                    | 3                    | 2                    | 12                   | 3                    |
| 1983년               | 불참                 | 불참                 | 불참                 | 불참                 | 불참                 | 불참                 | 불참                 | 불참                 | 불참                 |
| 1987년               | 불참                 | 불참                 | 불참                 | 불참                 | 불참                 | 불참                 | 불참                 | 불참                 | 불참                 |
| 1991년               | 불참                 | 불참                 | 불참                 | 불참                 | 불참                 | 불참                 | 불참                 | 불참                 | 불참                 |
| 1995년               | 불참                 | 불참                 | 불참                 | 불참                 | 불참                 | 불참                 | 불참                 | 불참                 | 불참                 |
| 1999년               | 불참                 | 불참                 | 불참                 | 불참                 | 불참                 | 불참                 | 불참                 | 불참                 | 불참                 |
| 2003년               | 불참                 | 불참                 | 불참                 | 불참                 | 불참                 | 불참                 | 불참                 | 불참                 | 불참                 |
| 2007년               | 불참                 | 불참                 | 불참                 | 불참                 | 불참                 | 불참                 | 불참                 | 불참                 | 불참                 |
| 2011년               | 불참                 | 불참                 | 불참                 | 불참                 | 불참                 | 불참                 | 불참                 | 불참                 | 불참                 |
| 2015년               | 불참                 | 불참                 | 불참                 | 불참                 | 불참                 | 불참                 | 불참                 | 불참                 | 불참                 |
| 합계                 | 1회 진출(1/17)       | 2라운드(1회)         | 4                    | 1                    | 0                    | 3                    | 2                    | 12                   | 3                    |

## 주요 선수
- 엠마누엘 디안드레아
- 마르코스 마르티네스
- 후안 벨레스
- 안드레스 카브레로
- 호세프 마레로
- 엑토르 라모스
- 사무엘 소토

## 역대 감독
| 감독                       | 임기        |
| -------------------------- | ----------- |
| 쥬스틴 캄포스              | 2011 ~ 2013 |
| 카를로스 가르시아 칸타레로 | 2016 ~ 2018 |